# 曼努埃爾·多斯黑斯·馬夏多

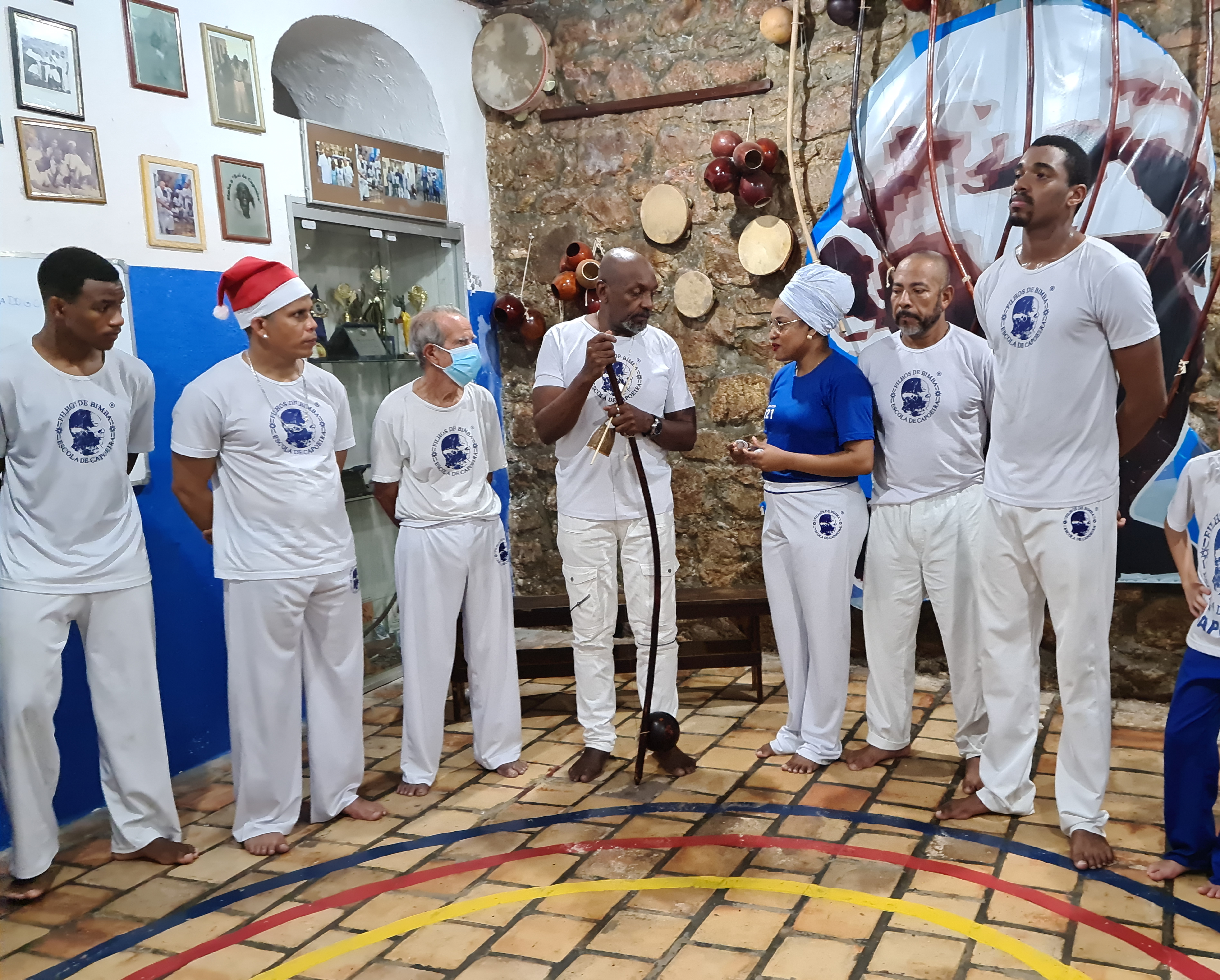

曼努埃爾·多斯黑斯·馬夏多（葡萄牙語：Manuel dos Reis Machado，1899年11月23日—1974年2月5日），經常被稱為賓巴大師（葡萄牙語：Mestre Bimba），生於巴西巴伊亞薩爾瓦多，是巴西武術卡波耶拉的著名代表人物。他建立了一系列系統化的卡波耶拉教育方式，對於推廣與延續卡波耶拉武術莫大的貢獻，被譽為是現代卡波耶拉之父。

## 生平
Bimba是葡萄牙語的外生殖器之意。他在12歲開始學習卡波耶拉。
在1937年，他受邀在巴西總統热图利奥·瓦加斯面前首度公開地表演這種舞蹈，並在之後獲准成立巴西的第一所卡波耶拉學校。